# 楠赛
楠赛（法語：Nançay，法語發音：[nɑ̃sɛ]）是法国谢尔省的一个市镇，位于该省西北部，与卢瓦-谢尔省接壤，属于维耶尔宗区。

## 地理
楠赛（47°21'0"N, 2°11'40"E）面积106.33 平方千米，位于法国中央-卢瓦尔河谷大区谢尔省，该省份为法国中部省份，北起卢瓦雷省，西接卢瓦-谢尔省和安德尔省，南至克勒兹省，东南接阿列省，东临涅夫勒省。
与楠赛接壤的市镇（或旧市镇、城区）包括：巴朗容河畔讷维、普雷利、武兹龙、奥尔赛、萨尔布里、苏埃姆、泰耶。

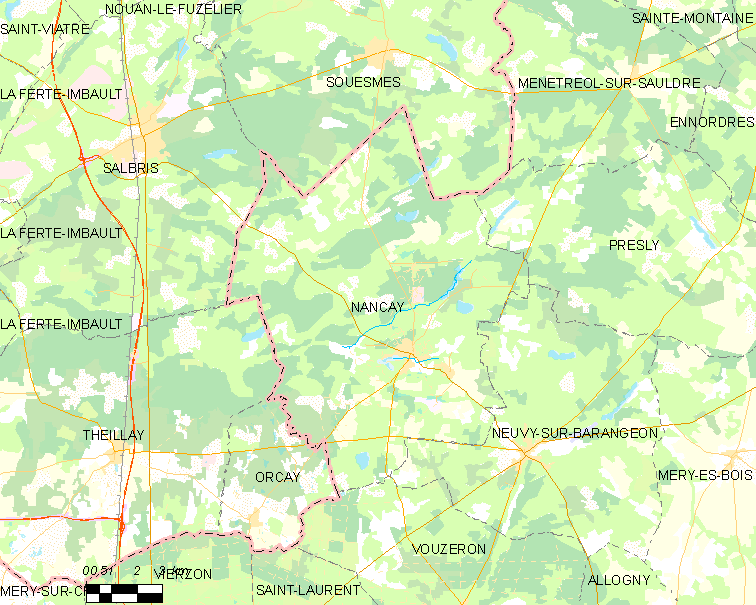
楠赛的OSM定位图

楠赛的时区为UTC+01:00、UTC+02:00（夏令时）。

## 行政
楠赛的邮政编码为18330，INSEE市镇编码为18159。

## 政治
楠赛所属的省级选区为内尔河畔欧比尼县。

## 人口

1962-2008年间楠赛人口变化图示

楠赛于2022年1月1日时的人口数量为768人。